# Тобі Алдервейрелд
Тобі Алдервейрелд (нід. Toby Alderweireld, нар. 2 березня 1989, Антверпен, Бельгія) — бельгійський футболіст, захисник «Антверпена» та національної збірної Бельгії.
Володар Кубка Нідерландів. Триразовий чемпіон Нідерландів. Чемпіон Іспанії.

## Клубна кар'єра
Вихованець юнацьких команд футбольних клубів «Жерміналь-Беєрсхот» та «Аякс».
У дорослому футболі дебютував 2008 року виступами за команду клубу «Аякс», в якій провів п'ять сезонів, взявши участь у 128 матчах чемпіонату. Більшість часу, проведеного у складі «Аякса», був основним гравцем захисту команди. За цей час тричі ставав чемпіоном Нідерландів, виборов титул володаря Кубка Нідерландів.
До складу мадридського «Атлетіко» приєднався 2013 року, обійшовшись мадридському клубу у 7 мільйонів євро. Утім не зміг стати гравцем основного складу іспанської команди, яка в сезоні 2013/14 стала чемпіоном Іспанії. Влітку 2014 року був відданий в оренду до «Саутгемптона». В англійському футболі почав демонструвати свої найкращі якості і привертати увагу з боку багатших команд, насамперед британських.
По завершенні оренди повернувся до «Атлетіко», який одразу ж погодив його перехід до лондонського «Тоттенгем Готспур» за 11,5 мільйонів фунтів. У складі «шпор» відразу став ключовим гравцем у лінії захисту.

## Виступи за збірні
2004 року дебютував у складі юнацької збірної Бельгії, взяв участь у 34 іграх на юнацькому рівні, відзначившись 4 забитими голами.
Протягом 2009—2010 років залучався до складу молодіжної збірної Бельгії. На молодіжному рівні зіграв у 5 офіційних матчах.
2009 року дебютував в офіційних матчах у складі національної збірної Бельгії.
Поступово став основним захисником національної команди. Провів на полі чотири з п'яти матчів бельгійців на чемпіонаті світу 2014 року.
За два роки, на Євро-2016, повністю відіграв в усіх п'яти матчах своєї команди, забив один з чотирьох м'ячів у грі 1/8 фіналу проти угорців.
2018 року поїхав на свою другу світову першість — тогорічний чемпіонат світу в Росії, також як один з основних гравців захисної лінії.
| Дата       | Місто               | Господарі            | Результат  | Гості                | Турнір                | Голи | Примітки |
| ---------- | ------------------- | -------------------- | ---------- | -------------------- | --------------------- | ---- | -------- |
| 29-5-2009  | Тіба                | Бельгія              | 1 – 1      | Чилі                 | Кубок Kirin 2009      | -    |          |
| 31-5-2009  | Токіо               | Японія               | 4 – 0      | Бельгія              | Кубок Kirin 2009      | -    | 73'      |
| 12-8-2009  | Тепліце             | Чехія                | 3 – 1      | Бельгія              | товариський матч      | -    | 85'      |
| 14-10-2009 | Таллінн             | Естонія              | 2 – 0      | Бельгія              | Відбір до ЧС 2010     | -    | 46'      |
| 3-3-2010   | Брюссель            | Бельгія              | 0 – 1      | Хорватія             | товариський матч      | -    | 84'      |
| 19-5-2010  | Брюссель            | Бельгія              | 2 – 1      | Болгарія             | товариський матч      | -    | 62'      |
| 3-9-2010   | Брюссель            | Бельгія              | 0 – 1      | Німеччина            | Відбір до ЧЄ 2012     | -    |          |
| 7-9-2010   | Стамбул             | Туреччина            | 3 – 2      | Бельгія              | Відбір до ЧЄ 2012     | -    | 90'      |
| 8-10-2010  | Астана              | Казахстан            | 0 – 2      | Бельгія              | Відбір до ЧЄ 2012     | -    |          |
| 12-10-2010 | Брюссель            | Бельгія              | 4 – 4      | Австрія              | Відбір до ЧЄ 2012     | -    | 46'      |
| 3-6-2011   | Брюссель            | Бельгія              | 1 – 1      | Туреччина            | Відбір до ЧЄ 2012     | -    |          |
| 10-8-2011  | Целє (місто)        | Словенія             | 0 – 0      | Бельгія              | товариський матч      | -    |          |
| 2-9-2011   | Баку                | Азербайджан          | 1 – 1      | Бельгія              | Відбір до ЧЄ 2012     | -    |          |
| 6-9-2011   | Брюссель            | Бельгія              | 1 – 0      | США                  | товариський матч      | -    |          |
| 15-11-2011 | Сен-Дені            | Франція              | 0 – 0      | Бельгія              | товариський матч      | -    |          |
| 29-2-2012  | Іракліон            | Греція               | 1 – 1      | Бельгія              | товариський матч      | -    |          |
| 25-5-2012  | Брюссель            | Бельгія              | 2 – 2      | Чорногорія           | товариський матч      | -    |          |
| 15-8-2012  | Брюссель            | Бельгія              | 4 – 2      | Нідерланди           | товариський матч      | -    | 46'      |
| 12-10-2012 | Белград             | Сербія               | 0 – 3      | Бельгія              | Відбір до ЧС 2014     | -    |          |
| 16-10-2012 | Брюссель            | Бельгія              | 2 – 0      | Шотландія            | Відбір до ЧС 2014     | -    |          |
| 6-2-2013   | Брюгге              | Бельгія              | 2 – 1      | Словаччина           | товариський матч      | -    |          |
| 22-3-2013  | Скоп'є              | Північна Македонія   | 0 – 2      | Бельгія              | Відбір до ЧС 2014     | -    |          |
| 26-3-2013  | Брюссель            | Бельгія              | 1 – 0      | Північна Македонія   | Відбір до ЧС 2014     | -    |          |
| 29-5-2013  | Клівленд            | США                  | 2 – 4      | Бельгія              | товариський матч      | -    |          |
| 7-6-2013   | Брюссель            | Бельгія              | 2 – 1      | Сербія               | Відбір до ЧС 2014     | -    |          |
| 14-8-2013  | Брюссель            | Бельгія              | 0 – 0      | Франція              | товариський матч      | -    |          |
| 6-9-2013   | Глазго              | Шотландія            | 0 – 2      | Бельгія              | Відбір до ЧС 2014     | -    |          |
| 11-10-2013 | Загреб              | Хорватія             | 1 – 2      | Бельгія              | Відбір до ЧС 2014     | -    |          |
| 15-10-2013 | Брюссель            | Бельгія              | 1 – 1      | Уельс                | Відбір до ЧС 2014     | -    |          |
| 14-11-2013 | Брюссель            | Бельгія              | 0 – 2      | Колумбія             | товариський матч      | -    |          |
| 19-11-2013 | Брюссель            | Бельгія              | 2 – 3      | Японія               | товариський матч      | 1    |          |
| 5-3-2014   | Брюссель            | Бельгія              | 2 – 2      | Кот-д'Івуар          | товариський матч      | -    | 46'      |
| 26-5-2014  | Генк                | Бельгія              | 5 – 1      | Люксембург           | товариський матч      | -    | 46'      |
| 1-6-2014   | Стокгольм           | Швеція               | 0 – 2      | Бельгія              | товариський матч      | -    |          |
| 7-6-2014   | Брюссель            | Бельгія              | 1 – 0      | Туніс                | товариський матч      | -    | 46'      |
| 17-6-2014  | Белу-Оризонті       | Бельгія              | 2 – 1      | Алжир                | ЧС 2014 - 1-й етап    | -    |          |
| 22-6-2014  | Ріо-де-Жанейро      | Бельгія              | 1 – 0      | Росія                | ЧС 2014 - 1-й етап    | -    | 73'      |
| 1-7-2014   | Салвадор (Бразилія) | Бельгія              | 2 – 1 д.ч. | США                  | ЧС 2014 - 1/8 фіналу  | -    |          |
| 5-7-2014   | Бразиліа            | Аргентина            | 1 – 0      | Бельгія              | ЧС 2014 - чвертьфінал | -    | 68'      |
| 4-9-2014   | Льєж                | Бельгія              | 2 – 0      | Австралія            | товариський матч      | -    |          |
| 10-10-2014 | Брюссель            | Бельгія              | 6 – 0      | Андорра              | Відбір до ЧЄ 2016     | -    |          |
| 13-10-2014 | Зениця              | Боснія і Герцеговина | 1 – 1      | Бельгія              | Відбір до ЧЄ 2016     | -    |          |
| 12-11-2014 | Брюссель            | Бельгія              | 3 – 1      | Ісландія             | товариський матч      | -    |          |
| 16-11-2014 | Брюссель            | Бельгія              | 0 – 0      | Уельс                | Відбір до ЧЄ 2016     | -    |          |
| 28-3-2015  | Брюссель            | Бельгія              | 5 – 0      | Кіпр                 | Відбір до ЧЄ 2016     | -    |          |
| 31-3-2015  | Єрусалим            | Ізраїль              | 0 – 1      | Бельгія              | Відбір до ЧЄ 2016     | -    | 18'      |
| 7-6-2015   | Сен-Дені            | Франція              | 3 – 4      | Бельгія              | товариський матч      | -    |          |
| 12-6-2015  | Кардіфф             | Уельс                | 1 – 0      | Бельгія              | Відбір до ЧЄ 2016     | -    | 77'      |
| 3-9-2015   | Брюссель            | Бельгія              | 3 – 1      | Боснія і Герцеговина | Відбір до ЧЄ 2016     | -    |          |
| 6-9-2015   | Нікосія             | Кіпр                 | 0 – 1      | Бельгія              | Відбір до ЧЄ 2016     | -    |          |
| 10-10-2015 | Андорра-ла-Велья    | Андорра              | 1 – 4      | Бельгія              | Відбір до ЧЄ 2016     | -    |          |
| 13-10-2015 | Брюссель            | Бельгія              | 3 – 1      | Ізраїль              | Відбір до ЧЄ 2016     | -    |          |
| 13-11-2015 | Брюссель            | Бельгія              | 3 – 1      | Італія               | товариський матч      | -    |          |
| 28-5-2016  | Женева              | Швейцарія            | 1 – 2      | Бельгія              | товариський матч      | -    |          |
| 1-6-2016   | Брюссель            | Бельгія              | 1 – 1      | Фінляндія            | товариський матч      | -    |          |
| 5-6-2016   | Брюссель            | Бельгія              | 3 – 2      | Норвегія             | товариський матч      | -    |          |
| 13-6-2016  | Ліон                | Бельгія              | 0 – 2      | Італія               | ЧЄ 2016 - 1-й етап    | -    |          |
| 18-6-2016  | Бордо               | Бельгія              | 3 – 0      | Ірландія             | ЧЄ 2016 - 1-й етап    | -    |          |
| 22-6-2016  | Ніцца               | Швеція               | 0 – 1      | Бельгія              | ЧЄ 2016 - 1-й етап    | -    |          |
| 26-6-2016  | Тулуза              | Угорщина             | 0 – 4      | Бельгія              | ЧЄ 2016 - 1/8 фіналу  | 1    |          |
| 1-7-2016   | Лілль               | Уельс                | 3 – 1      | Бельгія              | ЧЄ 2016 - чвертьфінал | -    | 85'      |
| 1-9-2016   | Брюссель            | Бельгія              | 0 – 2      | Іспанія              | товариський матч      | -    |          |
| 6-9-2016   | Нікосія             | Кіпр                 | 0 – 3      | Бельгія              | Відбір до ЧС 2018     | -    |          |
| 7-10-2016  | Брюссель            | Бельгія              | 4 – 0      | Боснія і Герцеговина | Відбір до ЧС 2018     | 1    |          |
| 10-10-2016 | Фару                | Гібралтар            | 0 – 6      | Бельгія              | Відбір до ЧС 2018     | -    |          |
| 25-3-2017  | Брюссель            | Бельгія              | 1 – 1      | Греція               | Відбір до ЧС 2018     | -    |          |
| 28-3-2017  | Сочі                | Росія                | 3 – 3      | Бельгія              | товариський матч      | -    |          |
| 5-6-2017   | Брюссель            | Бельгія              | 2 – 1      | Чехія                | товариський матч      | -    |          |
| 9-6-2017   | Таллінн             | Естонія              | 0 – 2      | Бельгія              | Відбір до ЧС 2018     | -    |          |
| 31-8-2017  | Льєж                | Бельгія              | 9 – 0      | Гібралтар            | Відбір до ЧС 2018     | -    |          |
| 3-9-2017   | Афіни               | Греція               | 1 – 2      | Бельгія              | Відбір до ЧС 2018     | -    |          |
| 7-10-2017  | Сараєво             | Боснія і Герцеговина | 3 – 4      | Бельгія              | Відбір до ЧС 2018     | -    |          |
| 10-10-2017 | Брюссель            | Бельгія              | 4 – 0      | Кіпр                 | Відбір до ЧС 2018     | -    |          |
| 27-3-2018  | Брюссель            | Бельгія              | 4 – 0      | Саудівська Аравія    | товариський матч      | -    |          |
| 2-6-2018   | Брюссель            | Бельгія              | 0 – 0      | Португалія           | товариський матч      | -    |          |
| 6-6-2018   | Брюссель            | Бельгія              | 3 – 0      | Єгипет               | товариський матч      | -    |          |
| 11-6-2018  | Брюссель            | Бельгія              | 4 – 1      | Коста-Рика           | товариський матч      | -    |          |
| 18-6-2018  | Сочі                | Бельгія              | 3 – 0      | Панама               | ЧС 2018 - 1-й етап    | -    |          |
| 23-6-2018  | Москва              | Бельгія              | 5 – 2      | Туніс                | ЧС 2018 - 1-й етап    | -    |          |
| Усього     |                     | Матчів               | 79         |                      | Голів                 | 3    |          |

## Титули і досягнення
- Чемпіон Нідерландів (3):

«Аякс»: 2010–11, 2011–12, 2012–13
- Чемпіон Іспанії (1):

«Атлетіко»: 2013–14
- Володар Кубка Нідерландів (1):

«Аякс»: 2009–10
- Володар Суперкубка Нідерландів (1):

«Аякс»: 2013
- Володар Кубка Еміра Катару (1):

«Ад-Духаїль»: 2022
- Володар Кубка Бельгії (1):

«Антверпен»: 2022–23
- Чемпіон Бельгії (1):

«Антверпен»: 2022–23
- Володар Суперкубка Бельгії (1):

«Антверпен»: 2023
Збірні
- Бронзовий призер чемпіонату світу: 2018